# Limite de Bekenstein
Na física, o limite de Bekenstein é um limite superior na entropia S, ou informação I, que pode ser contido dentro de uma determinada região finita do espaço que tenha uma quantidade finita de energia — ou inversamente, a quantidade máxima de informação necessária para descrever perfeitamente um determinado sistema físico até o nível quântico.
Isso implica que a informação de um sistema físico, ou que a informação necessária para descrever perfeitamente esse sistema, deve ser finita se a região do espaço e a energia forem finitas. Na ciência da computação, isso implica que existe uma taxa máxima de processamento de informações (limite de Bremermann) para um sistema físico com tamanho finito e energia e que uma máquina de Turing com dimensões físicas finitas e memória ilimitada não é fisicamente possível.

## Equações
A forma universal do limite foi originalmente encontrada por Jacob Bekenstein como a desigualdade
{\displaystyle S\leq {\frac {2\pi kRE}{\hbar c}}}
onde S é a entropia, k é a constante de Boltzmann, R é o raio de uma esfera que pode enclausurar o sistema dado, E é a energia de massa total, incluindo todas as massas de repouso, ħ é a constante reduzida de Planck e c é a velocidade da luz. Note-se que, enquanto a gravidade desempenha um papel significativo na sua aplicação, a expressão para o limite não contém a constante gravitacional G.
Em termos informativos, o limite é dado por
{\displaystyle I\leq {\frac {2\pi RE}{\hbar c\ln 2}}}
onde I é a informação expressa em número de bits contidos nos estados quânticos na esfera. O fator ln 2 vem de definir a informação como o logaritmo para a base 2 do número de estados quânticos. Usando a equivalência de energia em massa, o limite informacional pode ser reformulado como
{\displaystyle I\leq {\frac {2\pi cRm}{\hbar \ln 2}}\approx 2.5769082\times 10^{43}mR}
onde {\displaystyle m} é a massa do sistema em quilogramas, e o raio {\displaystyle R} é expresso em metros.